# Міст через затоку Ханчжоувань
30°27′ пн. ш. 121°08′ сх. д. / 30.450° пн. ш. 121.133° сх. д.

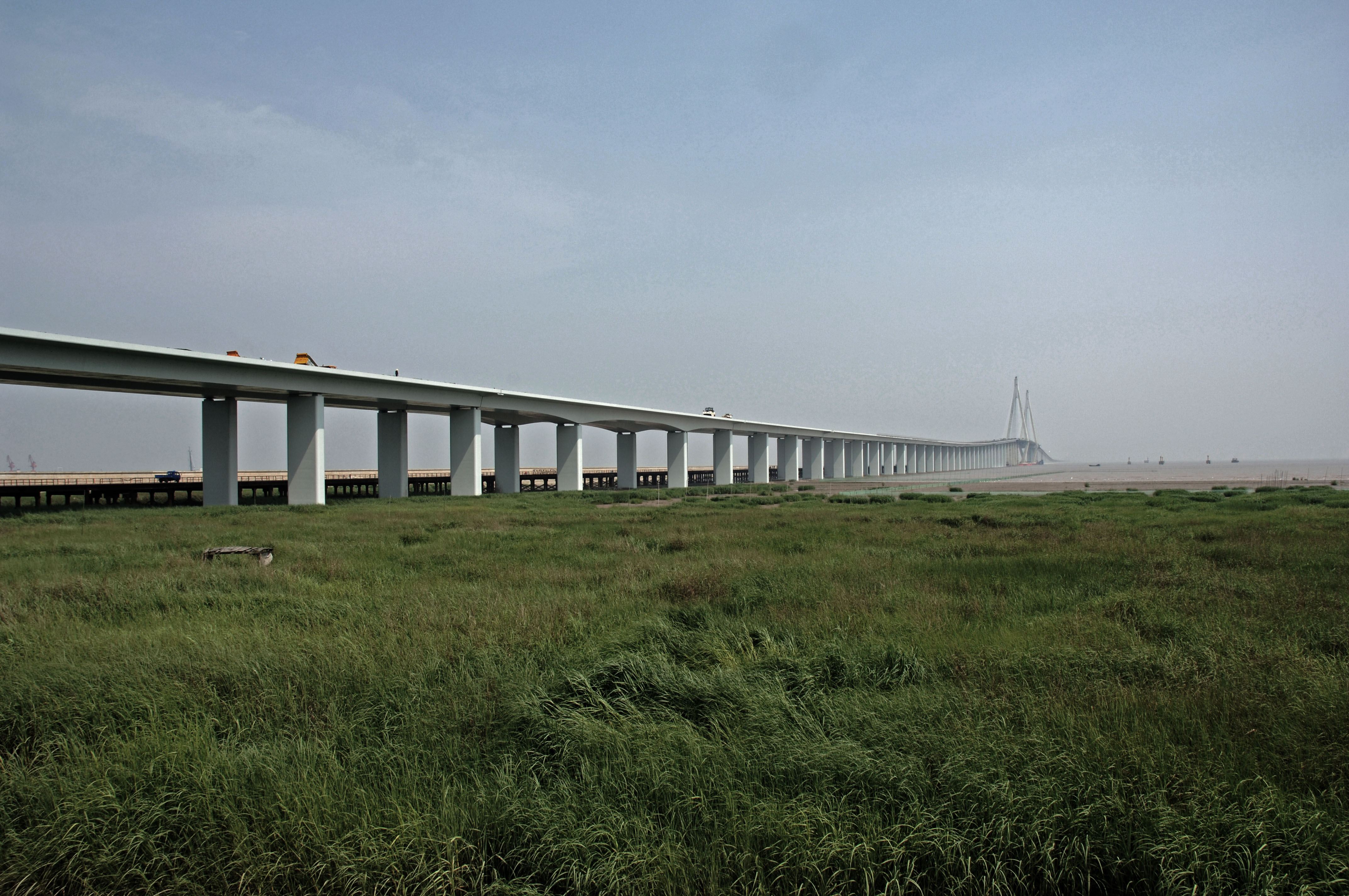
Міст через затоку Ханчжоувань

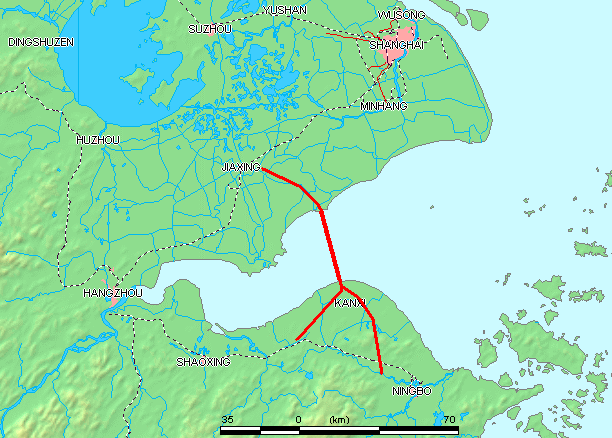
Розташування мосту

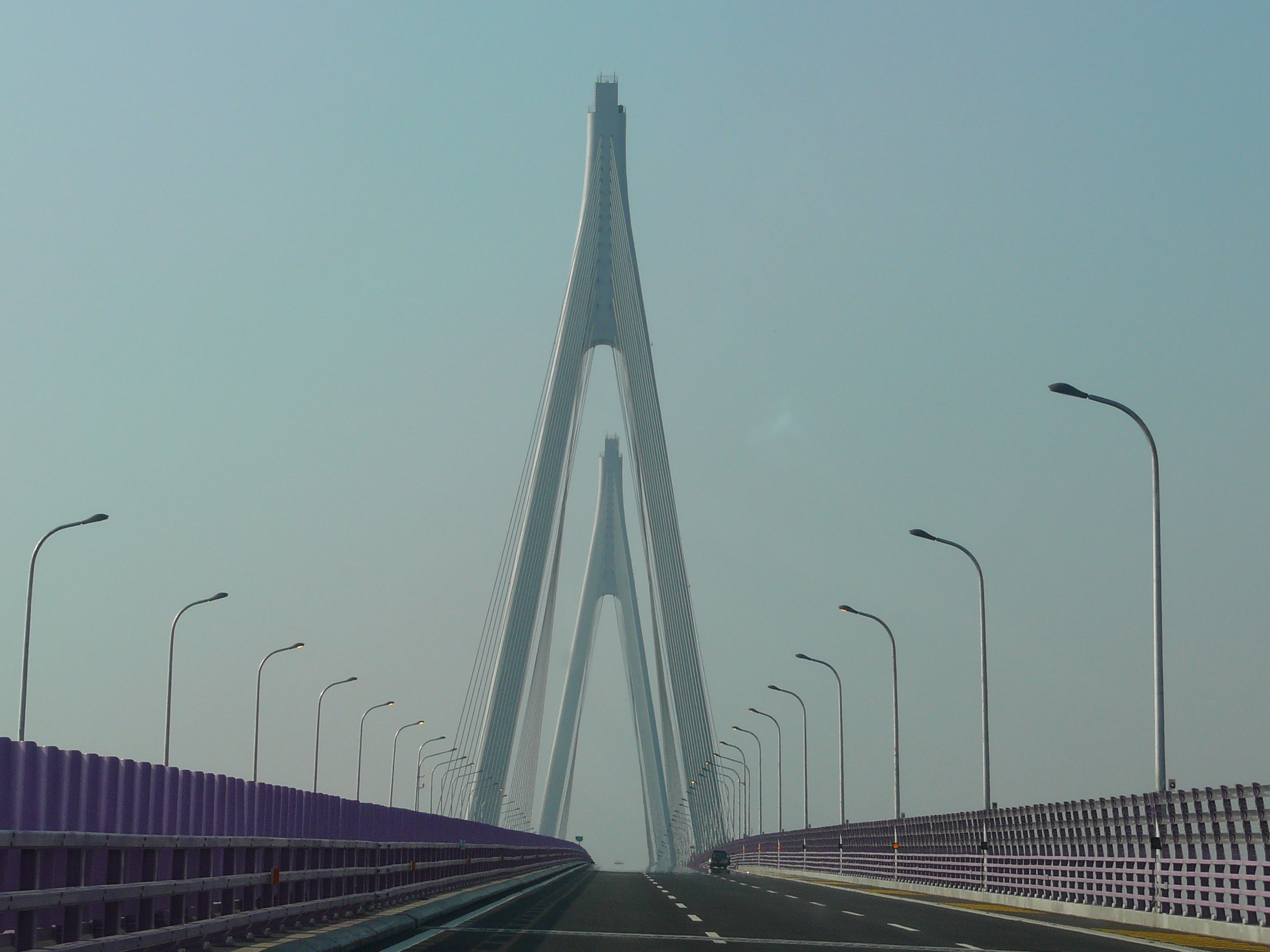
На мосту

Міст через затоку Ханчжоувань (кит.: 杭州湾大桥;трад. китайська: 杭州灣大橋) — вантовий міст через затоку Ханчжоувань. З'єднує міста Шанхай та Нінбо, КНР. Загальна довжина мосту 35.673 м, він є найдовшим транс-океанічним мостом у світі. Будівництво тривало з 2003 по 2007 рік.

## Будівництво
Спочатку планувалося побудова мосту від Цзіньшаню, одного з районів Шанхая, проте після протестів уряду Шанхая проект буле переглянуто і північний виїзд на міст було перенесено на територію провінції Чжецзян.
Будівництво мосту було розпочато 8 червня 2003 року і завершено в 2007 році, хоча планувалося в 2010 році. 1 травня 2008 року, після декількох місяців тестувань, міст було офіційно відкрито. Будівництво мосту обійшлося в 11,8 млрд юанів (близько 1,69 млрд. доларів США). 35% цієї суми було внесено приватними підприємствами Нінбо, ще 59% — кредити від центральних та регіональних банків Китаю. Довжина мосту становить 35.673 км, центральна частина мосту складається з двох прольотів 448-м та 318-м метрових прольотів.
По мосту проходить шестисмугова автомагістраль. Максимальна швидкість на мості — 100 км/г.
Проїзд по мосту коштує 80 юанів як для вантажівок так і для легкових автомобілів.

## Центр обслуговування
По середині мосту збудована острів-платформа з центром обслуговування. Площа острову 10 000 м². Острів побудований на палях серед затоки таким чином щоб не перешкоджати течіям в затоці. На острові побудовані парковка, магазини, ресторани, конференц-зал, заправна станція, готель та оглядова вежа висотою 145,6 метрів. . Та є туристичною пам'яткою. Комплекс називається Земля між морем і небом.